# San Carlos Apaši
San Carlos Apaši (San Carlos Apaches) pleme je Apaša iz istočne Arizone danas nastanjeni na rezervatu San Carlos Apache u okruzima Gila, Graham i Pinal. San Carlosi su srodni Tonto, Cibecue i White Mountain Apašima s kojima čine Zapadne Apaše. Swanton navodi 4 bande ili malena plemena San Carlosa, to su: Apache Peaks u planinama Apache, sjeveroistočno od Globea; Arivaipa ili Aravaipa s Arivaipa Creeka (u pima jeziku "little wells"); Pinal s rijeka Gila i Salt River, ne smiju se pobrkati s Pinaleño Apašima; i posljednji su San Carlos sa San Carlos Rivera u okruzima Gila i Salt.  
Na rezervatu osnovanom 1871. živi preko 7100 Apaša (1990). Glavnina prihoda dolazi im od turizma i kockarnice Apache Gold Casino otvorene 1994. godine. 

## Vanjske poveznice
- The San Carlos Apache Nation